# 達世幣

達世幣标志

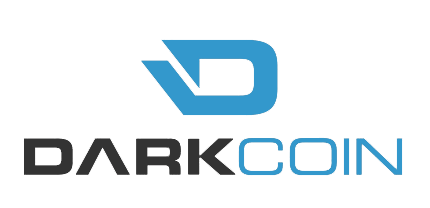
過往標誌

達世幣（英文：Dash）是一个專注於支付行業的开源對等網絡加密货币。達世幣以比特币為藍本，关注于易用性和可扩展性。

## 背景
除了比特幣的功能以外，達世幣也提供即时交易(InstantSend)， 私人交易(PrivateSend)。達世幣也以自我管理和自我集资机制運作，促进建立以独立实体為主導的网络。这种权力下放的管理和集资系统，使它成為第一个受國際法承認的权力分散自治组织。
達世幣把挖礦的礦產中的45%分予矿工，另外45%分予Masternode，最後10％分予達世幣管理組的儲備。这使得该网络透過提供系統升級的誘因，可以隨時改變網絡規模。
软件开发者目前注重改善对于非技术用户的體驗。開發者希望用戶能够以联系人的名称作為而非加密地址作為付款地址，和在不存在中央機構的管理下能夠单击购买网站或移动应用程序。

## 历史
達世幣最初以XCoin之名在2014年1月18日面世。创始人埃文杜菲尔德提出了一系列對比特幣网络传输协议的改进，包括：
- 推出一个擁有两层（礦工和Masternode）的奖励性网络。
- 在不存在中央系統的情況下即时確認交易
- 實行一个匿名性較高的系统。
- 改进了挖礦算法(X11)

XCoin在同年1月25日更名为Darkcoin，以反映一个對用戶匿名性的注重。在2015年3月25日，Darkcoin又被重新命名为達世幣，以反映讓達世幣成為主流付款系統的決心。

## 功能

### Masternode
達世幣不如比特幣只有单一层以礦工組成的网络，而是利用一个两层以Masternode和礦工組成的网络的。
就如在比特幣一樣，礦工透過挖礦保障网络安全。組成第二層的Masternode，則負責执行PrivateSend，InstantSend和管理網絡的功能。在未来旨在令使用更方便的版本中，Masternode网络也将存放有关的用户和商業账户的加密數據（DashDrive），并将允許第三者通過分散式API（DAPI）使用達世幣网络。
Masternode需要1000達世幣作抵押，以防止Masternode身分被大量偽冒帳號冒充。Masternode可以隨時花掉押金，但其身分也會因此被撤銷。 因为Masternode負責执行交易，而其硬件和網絡需求會因網絡擴張而增加，挖礦礦產會由矿工和Masternode各分45%，以提供誘因使他們升級系統。
剩余的10％礦產會落入「財政儲備」，以支持任何進行系統維護的人。任何有意改進達世幣網絡的人都可以向Masternode申請資金援助，再以投票方式決定是否接納。所有改進者都需要提供達世幣地址以收取援助。

### PrivateSend

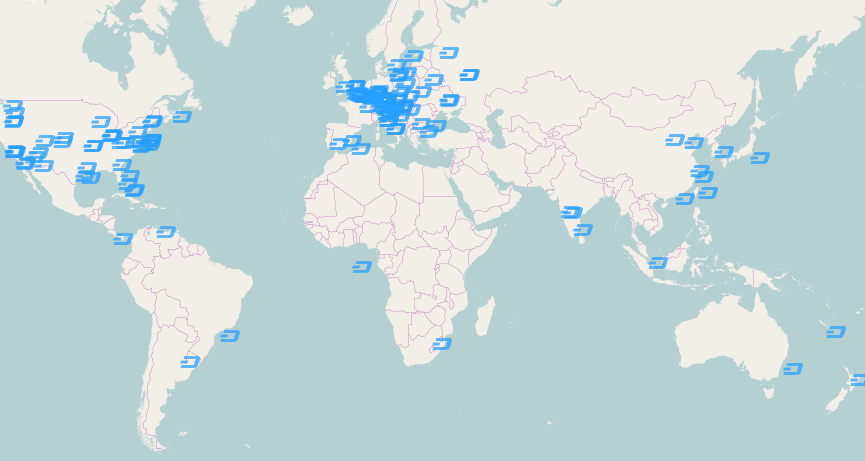
Masternode在全世界的分佈，但不包括 IPv6 和 Tor 节点 (2017年3月)

PrivateSend（前稱DarkSend）是一个基於CoinJoin的硬币混合服务。在PrivateSend中，多個交易將由Masternode做中介一次過處理，以防止他人識別達世幣流向。PrivateSend所允許的最大交易額為1000達世幣。
在2016年6月，DarkSend被更名为PrivateSend。
現時PrivateSend透過將多個相同交易額的交易合併為一個，以增加私隱。由于交易額相同，外人甚難直接追查交易，以隱瞞资金流动。 

### InstantSend
InstantSend（前稱InstantX）是一种允许即时交易的交易系統。通过这一系统，款項可先被鎖定到交易之中，當Masternode网络能夠達成共識，便能自動確認交易，否則則經由正常挖礦的渠道以確認交易。假如交易與過往交易發生衝突，交易將被拒納。InstantSend解决了双重支付的问题，但同時又能縮短其他加密貨幣如比特幣所面對的確認時間漫長的問題。
在2016年6月，InstantX被更名为InstantSend。

## 管理和集资
在上文提及的申請援助過程中，每个Masternode操作员都擁有一票。假若提案獲得的贊成票比反對票多超過1/10的Masternode數量，申請者便有资格获得的资金。如果當月有多個合資格提案，最高淨票數者將會獲得援助。dash.org论坛或其他網站如DashCentral讓達世幣社群與申請者溝通。这些网站允许申請者提供多个草案争取社区支持，最后才提交他们的提案予表决。在獲取收取援助的資格後，该网络将每個月自动提供资金。
「財政儲備」現時收入正穩定增長。在2015年9月，財政儲備每月提供14,000美元的援助。 由于達世幣升值，在2017年3月援助已升至每月574,000美元。財政儲備使達世幣網絡得以通過提供援助而壯大，令達世幣得以升值，從而使援助額增加，締造良性循環。

## 参見
- 匿名网上银行
- 数字货币
  - 加密貨幣
    - 比特币
    - 以太坊
    - 比特幣現金
    - 比特幣私密
    - 門羅幣

## 外部連結
- 官方网站
- Github 源碼庫 （页面存档备份，存于）